# Assassins (film 1995)
Assassins è un film del 1995 diretto da Richard Donner, con protagonisti Sylvester Stallone, Antonio Banderas e Julianne Moore.

## Trama
Il maturo sicario Robert Rath, che medita l'idea di ritirarsi, riceve l'incarico di uccidere un vecchio uomo d'affari. Il mandante è il solito anonimo committente che lo contatta via internet. Il bersaglio sta partecipando al funerale del fratello appena morto. Al cimitero, in mezzo alla folla dei convenuti, Rath è pronto a sparargli con una pistola munita di silenziatore nascosta in una finta ingessatura al braccio. Quando sta per farlo, il vecchio viene ucciso, colpito da un cecchino. Rath, individuato un giovane che si sta allontanando tra le lapidi, lo insegue scatenando una sparatoria con lui, alla fine della quale Rath si salva, mentre il giovane viene arrestato dopo aver colpito anche alcuni agenti nel frattempo accorsi sul luogo del delitto. L'arresto è di breve durata perché, liberatosi dalle manette, il giovane riesce a fuggire dopo aver ucciso altri quattro poliziotti.
Rath volendo capire come gli sia stato "rubato il contratto", si impadronisce di un taxi e aspetta la chiamata giusta. Ritrovato così il giovane killer, che richiede di andare all'aeroporto, si ferma lungo la strada per interrogarlo, accorgendosi che Miguel Bain, come dice di chiamarsi, è esattamente com'era lui anni prima, ossia un killer che vuole diventare il numero uno nel suo campo. Quindici anni prima, infatti, Rath ha ucciso il suo vecchio collega e amico Nikolaj proprio per lo stesso motivo. Bain, pur dichiarando tutta la sua ammirazione nel trovarsi di fronte a Rath, il suo modello, quello di cui ha studiato con la massima attenzione il modus operandi, sembra assolutamente senza scrupoli nel cercare di eliminarlo. I due cercano di uccidersi a vicenda nel corso di una rocambolesca corsa in auto che coinvolge nuovamente la polizia, alla fine della quale ciascuno prende una diversa via di fuga.
L'ultimo incarico per Rath, deciso ormai a lasciare, è recuperare un floppy disk contenente scottanti informazioni, uccidendo sia l'hacker che le ha trafugate per venderle, sia gli interessati all'acquisto. L'operazione dovrebbe avvenire in un hotel, dove però qualcosa va storto. Bain ha ricevuto lo stesso incarico ed uccide alcuni agenti dell'Interpol, ovvero sia i compratori nella stanza anche loro lì per recuperare il floppy, che altri che aspettavano l'esito della trattativa. Nel frattempo Rath arriva alla camera dell'hacker e scopre che si tratta di una donna, Electra, che, pur avendo egli deciso di risparmiare, in preda al panico si dà alla fuga abbandonando Perla, la gatta che aveva portato con sé. Rath, grazie all'animale, la rintraccia nella casa in cui abita e la salva da Bain che, giunto anch'egli sulle sue tracce, uccide gli inquilini del piano di sotto. Dopo l'esplosione dell'appartamento in seguito ad una fuga di gas provocata da Rath, Bain si allontana credendo Electra morta, e sapendo che per recuperare il dischetto dovrà eliminare il suo avversario.
Rath ed Electra fanno intanto conoscenza e decidono di mettersi in società per vendere il dischetto ritirandosi poi entrambi con il ricavato. Ma la valigetta del denaro contiene una bomba e il dischetto consegnato è stato sostituito con uno vuoto. Si decide per un altro scambio, stavolta in una banca di Porto Rico. All'uscita di quella stessa banca, quindici anni prima, Rath aveva colpito al cuore Nikolaj, con un fucile di precisione da una finestra di un vecchio e disabitato albergo di fronte. Rath sa che Bain non saprà resistere e si comporterà alla stessa maniera. Giunti a Porto Rico, Electra si avventura nei festeggiamenti per il Giorno dei morti, trovandosi quasi di fronte a Bain, il quale fortunatamente non la scopre. Il giorno dopo Rath si reca in banca per i soldi. Sa che ci vorrà molto tempo, e rimane tranquillo nella sala d'attesa in contatto telefonico con Electra, seduta in un bar della piazza tra l'albergo e la banca. Bain attende con il fucile che Rath esca, ma l'attesa si prolunga per molte ore. Nervoso, stanco e accaldato, lascia l'arma e corre dentro l'istituto di credito, trovando Rath consapevole di tutto e tranquillo. Nel frattempo Electra si appresta a mettere in pratica l'altra parte del piano, ossia nascondere il fucile. Ma cercando di farlo cade e non riesce nel suo compito. Bain ritorna alla sua postazione senza accorgersi di nulla, ma quando ha ormai Rath sotto tiro, Electra riesce a sparargli ferendolo in modo non grave ma sufficiente a distrarlo mentre Rath sopraggiunge. Dalla sparatoria seguente Bain esce sconfitto, apparentemente morto dopo una caduta di parecchi metri.
Sembrerebbe tutto finito, ma a questo punto compare Nikolaj. Rivela di essere l'anonimo committente, di aver inscenato la sua morte proteggendosi il petto (sapeva che Rath colpiva sempre al cuore), andandogli bene di scomparire dopo la Guerra fredda, e che in quel dischetto vi sono informazioni che possono creargli problemi. Rath e Bain, ripresosi dalla caduta, riescono ad ucciderlo, e quando Rath esprime il desiderio di scomparire assieme ad Electra, lasciando quindi Bain come "numero uno", questi finge di accettare per poi cercare di colpirlo alle spalle, ma viene ucciso. Rath ed Electra sono così liberi di andarsene via con il denaro.

## Produzione

### Sceneggiatura
La sceneggiatura è stata scritta dai fratelli Wachowski, ed è stata venduta al produttore Joel Silver. Incaricato Richard Donner di dirigere il film, egli volle farlo riscrivere da Brian Helgeland, il quale fu accreditato come co-sceneggiatore. Venne ridotta la violenza e lo sviluppo della storia d'amore tra Rath ed Electra, e nel finale fu introdotto il personaggio di Nicolai. I Wachowsky vollero allora ritirare i loro nomi dai crediti, ma la Writers Guild of America non lo permise.

### Cast
- Sylvester Stallone è il maturo killer Robert Rath (in realtà il suo nome è Joseph); per il suo ruolo erano stati presi in considerazione Sean Connery, Michael Douglas, Mel Gibson e Arnold Schwarzenegger.
- Antonio Banderas è il giovane killer Miguel Bain; per il suo ruolo si erano fatti i nomi di Christian Slater e Tom Cruise.
- Julianne Moore è Electra (vero nome Hanna), una giovane hacker.

### Riprese
Il film è stato girato nell'area metropolitana tra Seattle, Everett e Tacoma, nello stato di Washington e nella Vecchia San Juan, a Porto Rico.
Il Banco Caraibico de Puerto Rico del film in realtà è un casinò di valore storico.
Il budget del film è stato di 50 milioni di dollari.